# Gmina Tyczyn
Die Gmina Tyczyn ist eine Stadt-und-Land-Gemeinde im Powiat Rzeszowski der Woiwodschaft Karpatenvorland in Polen. Ihr Sitz ist die gleichnamige Stadt mit etwa 3750 Einwohnern.

## Gliederung
Zur Stadt-und-Land-Gemeinde (gmina miejsko-wiejska) Tyczyn gehören neben der namensgebenden Stadt folgende Ortschaften mit einem Schulzenamt:
Borek Stary, Hermanowa und Kielnarowa. Bis zum 1. Januar 2019 war auch Matysówka ein Ort in der Gemeinde, dann wurde er in die Stadt Rzeszów eingemeindet.